# Hans Kindblom
Hans Kindblom, född 20 juni 1702 i Tjärstads församling, Östergötlands län, död 13 december 1765 i Västra Husby församling, Östergötlands län, var en svensk präst.

## Biografi
Hans Kindblom föddes 1702 i Tjärstads församling. Han var son till bonden Anders i Håkantorp. Kindblom blev höstterminen 1728 student vid Uppsala universitet och prästvigdes 9 juni 1736. Han blev 1738 komminister i Vists församling och 25 oktober 1762 kyrkoherde i Västra Husby församling, tillträdde 1763. Kindblom avled 1765 i Västra Husby församling.

### Familj
Kindblom gifte sig första gången 11 oktober 1738 med Catharina Bergner (1718–1739), dotter till inspektorn Håkan Bergner på Skedevid, Tjärstads socken och Christina Skog. De fick tillsammans dottern Hedvig Kindblom (1739–1739).
Han gifte sig andra gången 13 april 1742 med Anna Catharina Moselius (1710–1762), dotter till kyrkoherden Anders Moselius i Gårdeby församling och Catharina Hagman. Hon var änka efter kyrkoherden Nicolaus Södersten i Tåby församling.
Kindblom gifte sig tredje gången 16 februari 1764 med Christina Margareta Fornelius, dotter till kyrkoherden Magnus Fornelius i Västra Husby församling och Gertrud Rydelius. Hon var änka efter kyrkoherde Andreas Lejman i Västra Husby församling.